# Lindisfarne
Lindisfarne [Lindysfárn] je přílivový ostrov u pobřeží severovýchodní Anglie. Někdy je také nazýván Holy Island („Svatý ostrov“). S pevninou je propojen cestou schůdnou pouze za odlivu. Na ostrově se nachází klášter založený roku 635 sv. Aidanem, jenž byl roku 793 vypleněn seveřany (vikingy) z Dánska. Jde o první známý nájezd vikingů na okolní země, proto bývá pokládán za počátek vikingské expanze vůbec. Roku 883 byl klášter ze strachu před nájezdníky přeložen do Durhamu.

## Historie
Klášter byl založen sv. Aidanem původem z Irska, který byl poslán z ostrova Iona (u západního pobřeží Skotska) do Northumbrie. Stalo se tak na žádost krále Oswalda v roce 635. Mniši z ostrova Iona se usídlili na ostrově Lindisfarne. Northumbrijský patron, sv. Cuthbert, zde působil nejdříve jako mnich a posléze jako opat a biskup.
Na počátku 8. století zde pravděpodobně vznikl slavný iluminovaný rukopis, známý jako Evangeliář z Lindisfarne. Obsahem rukopisu byla latinská kopie evangelií Marka, Lukáše, Matouše a Jana. Umělcem, který rukopis vyrobil, byl pravděpodobně Eadfirth, pozdější lindisfarnský opat. Někdy v druhé polovině 10. století přidal mnich Aldréd do latinského rukopisu vysvětlivky ve staroangličtině, čímž vzniklo pravděpodobně nejstarší vyhotovení evangelií v tomto jazyku. Rukopis byl ilustrován osobitým stylem, který zahrnoval keltské, germánské a římské prvky. Rukopis byl pravděpodobně původně uschován v kovové schránce, vyrobené mnichem Billfrithem.
V roce 793 podnikli vikingové z Dánska na klášter nájezd, který způsobil v západním křesťanském světě zděšení a je brán jako počátek vikingských nájezdů a vikingské doby. Nájezdů bylo pravděpodobně více, ale právě tento měl podle Anglického dědictví velký dopad, protože byl útokem na místo prvopočátků křesťanství a byl podrobně písemně zaznamenán.
| „                 | Přišli do kostela v Lindisfarne a napáchali tu nezměrnou spoušť, dupali po tomto svatém místě svýma pohanskýma nohama, vykopali oltáře a odvezli z tohoto svatého kostela všechny poklady. Některé z bratří zabili, jiné s sebou odvlekli v řetězech. Mnohé vyhnali, nahé a pohaněné. Některé utopili v moři... | “ |
| — Šimon z Durhamu | |   |

Mniši nakonec ostrov opustili. Roku 883 byl klášter ze strachu před nájezdníky přeložen do Durhamu. Mniši s sebou vzali tělo sv. Cuthberta, které je nyní uloženo v katedrále v Durhamu. Sídlo biskupa bylo přineseno rovněž do Durhamu kolem roku 1000. Rukopis je uložen v Britské knihovně v Londýně. Klášter byl obnoven Normany jako benediktinský klášter a pokračoval v činnosti až do jeho rozpuštění Jindřichem VIII. v roce 1536.

## Lindisfarne dnes
Zřícenina kláštera je dnes v péči anglického památkového ústavu, který zde také provozuje informační středisko. Blízký farní kostel je stále v provozu.
Na ostrově je také malý hrad, který byl zbudován na základech tudorovské pevnosti. Později byl přebudován ve stylu Arts and Crafts Edwinem Lutyensem. Místní zahradu vytvořila Gertrude Jekyllová, významná britská zahradní architektka, spisovatelka a umělkyně. Hrad, zahrada a blízká vápenka jsou přístupné.
Na ostrově tvořili malíři William Turner, Thomas Girtin a Charles Rennie Mackintosh.
Na ostrově bylo mnoho vápenek a dodnes jsou viditelné zbytky mol, která sloužila k dovozu uhlí na pálení vápence a odvozu hotového vápna. Produkce vrcholila během poloviny 19. století, tedy během průmyslové revoluce, kdy bylo na ostrově zaměstnáno přes sto mužů.
Ostrov je propojen s pevninou Poutnickou cestou (Pilgrim's Way), která je značena tyčemi. Schůdná je však pouze za odlivu; během přílivu je zatopena vodou.
Velká část ostrova a okolní příbřežní oblasti je vyhlášena přírodní rezervací, jejímž cílem je především chránit přezimující populaci ptáků. Výborným místem pro pozorování migrujících ptáků je východní pobřeží. Na ostrově a pobřeží bylo celkem zaznamenáno téměř 300 druhů ptáků.

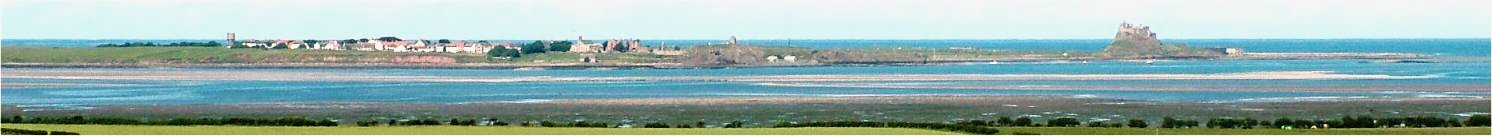
Pohled na Lindisfarne z pevniny